# Innocenz Deixlberger
Innocenz Deixlberger (auch Deixlperger oder Drixlberger) OSB, Taufname Matthias (* 8. Februar 1701 in Metten; † 20. September 1776 ebenda) war Benediktiner in Kloster Metten und Professor der Philosophie und Theologie in Salzburg.

## Leben
Matthias Deixlberger trat 1720 in die Benediktinerabtei seines Geburtsortes Metten ein und erhielt bei der feierlichen Profess den Ordensnamen Innocenz. Seine theologische Ausbildung erhielt er im Hausstudium der benachbarten Zisterzienserabtei Gotteszell. Nach dem Abschluss der Studien und seiner Priesterweihe war er ab 1727 als Novizenmeister tätig.
1738 wurde er als Professor an das akademische Gymnasium in Salzburg berufen. 1747 wurde er Professor der Philosophie an der Universität Salzburg und 1749 Professor der Theologie an derselben Universität. Nach der Niederlegung der Professur wirkte er ab 1759 Wallfahrtspriester und ab 1765 auch als Superior in Maria Plain bei Salzburg.
1774 kehrte er in sein Professkloster in Metten zurück, wo er zwei Jahre später verstarb.

## Werke
- Idea simplex, vocis humanae terminus secundum sui originem, logice discussa, Straubing.
- Theses menstruae ex logica, de scientiae philosophiae rationalis scopo demonstrationis logicae partu studiorum fructu ac praemio, Salzburg 1748.
- Vox oris, interpres mentis logice expensa, Salzburg 1748.
- De causa efficiente et eiusdem influxu, Salzburg 1749.
- Corpus naturale cum suis proprietatibus experimentis physicis subjectum, Salzburg 1749.
- Corpus naturale secundum proprietates magis speciales per experimentum expensum, Salzburg 1749.
- Dissertatio theologica de poenitentia, Salzburg 1751.
- Q. Septimi Flor. Tertulliani liber praescriptionibus adversus haereticos, brevibus notis illustratus, Salzburg 1752.
- Metanoea catholicorum a novatorum erroribus vindicta, Salzburg 1754.
- Dissertatio de angelorum peccato et supplicio, Salzburg 1756.
- Lehrschule kernhafter Tugenden, nach dem lateinischen Werk des P. A. Bellecius "Virtutis solidae praecipua impedimenta, subsidia, incitamenta", 3 Bände, Augsburg 1764.
- Festiva coronis coronae Marianae, d. i. Lobrede beim Schluß der Krönungsfeier des Gnadenbildes Maria Trost zu Plain bei Salzburg, 1751.
- Das wundertätige Gnadenbildnis maria Trost auf dem Plain bei Salzburg und sein Ursprung, Salzburg 1764.
- Hinlänglicher Bericht von dem Ursprung und Wachstum der Wallfahrt Maria Plain samt einem Auszug der daselbst erfolgten Gutthaten, Salzburg 1768.
- Jesus der … Wundergott in seinem Gnadenbildnis zu Loretto bei Salzburg. Predigt beim 100jährigen Jubiläum dieses Gotteshauses, 1751.
- Titus Romanorum Caesarum clementissimus, in scena musica exhibitus honoribus onomasticis R. D. D. Lamberti Kraus abb. O. S. B. in Metten, XV. Cal. Okt. 1773, Straubing.
- Consignatio omnium familiarum in Metten, facta 1730 (Manuskript).